# El Sujal
El Sujal ist eine Ortschaft im Departamento Santa Cruz im südamerikanischen Andenstaat Bolivien.

## Lage im Nahraum
El Sujal ist die fünftgrößte Ortschaft des Kantons San Carlos im Municipio San Carlos in der Provinz Ichilo. Die Gemeinde liegt auf einer Höhe von 312 m drei Kilometer nördlich des rechten Ufers des Río Surutú, acht Kilometer östlich der Mündung des Flusses in den Río Yapacaní bei Santa Fe de Yapacaní.

## Geographie
El Sujal liegt östlich vorgelagert der bolivianischen Cordillera Oriental am Rande des bolivianischen Tieflandes.
Die Jahresdurchschnittstemperatur der Region liegt bei etwa 24 °C (siehe Klimadiagramm Santa Fe de Yapacaní) und schwankt nur unwesentlich zwischen knapp 21 °C im Juni und Juli und gut 26 °C von November bis Januar. Der Jahresniederschlag beträgt etwa 1800 mm, bei Monatsniederschlägen zwischen 60 mm im Juli und durchschnittlichen Höchstwerten von 200 bis 300 mm in den Sommermonaten von Dezember bis Februar.

## Verkehrsnetz
Südöstlich von El Sujal in einer Entfernung von 113 Straßenkilometer liegt Santa Cruz, die Hauptstadt des Departamentos.
El Sujal liegt an der 1657 Kilometer langen Nationalstraße Ruta 4, die von Tambo Quemado an der chilenischen Grenze in West-Ost-Richtung das gesamte Land durchquert und nach Puerto Suárez an der brasilianischen Grenze führt. Sie führt über Cochabamba und Villa Tunari nach El Sujal und San Carlos und weiter über Santa Cruz de la Sierra und Roboré nach Puerto Suárez. Die Straße ist von der chilenischen Grenze bis Pailón komplett asphaltiert, erst im weiteren Verlauf ist sie unbefestigt.

## Bevölkerung
Die Einwohnerzahl der Ortschaft ist in dem Jahrzehnt zwischen den beiden letzten Volkszählungen um fast die Hälfte angestiegen:
| Jahr | Einwohner         | Quelle       |
| ---- | ----------------- | ------------ |
| 1992 | keine Detaildaten | Volkszählung |
| 2001 | 364               | Volkszählung |
| 2012 | 519               | Volkszählung |
| 2024 |                   | Volkszählung |

Aufgrund der Mitte des 20. Jahrhunderts erfolgten Zuwanderung aus dem Altiplano weist die Region einen gewissen Anteil an Quechua-Bevölkerung auf, im Municipio San Carlos sprechen 23,8 Prozent der Bevölkerung Quechua.